# Muraenesox cinereus
Espèce

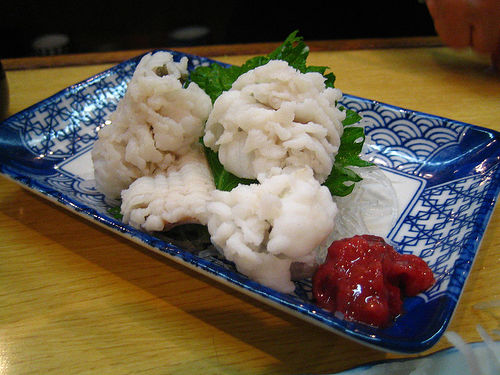
Chair de murène japonaise.

La murène japonaise est un poisson serpentiforme que l'on trouve dans le Pacifique, l'océan Indien et les côtes sud-ouest du Japon.
La chair de la murène japonaise est un plat traditionnel connu sous le nom japonais hamo  ハモ.